# Cylindromyia aldrichi
Cylindromyia aldrichi är en tvåvingeart som beskrevs av Cortes 1944. Cylindromyia aldrichi ingår i släktet Cylindromyia och familjen parasitflugor. Inga underarter finns listade i Catalogue of Life.